# Tyson Fury
Tyson Luke Fury (fighternavn The Gypsy King, født 12. august 1988 i Wythenshawe i Greater Manchester) er en britisk/irsk professionel bokser. Han er (pr. januar 2022) regerende verdensmester i sværvægt som anerkendt af bokseorganisationen WBC.
Tyson Fury blev første gang verdensmester i sværvægt, da han i 2015 besejrede Vladimir Klitjko, hvorved han vandt titlerne som anerkendt af WBA (super), IBF, WBO, IBO og boksemagasinet The Ring. Han blev kort efter kampen frataget titlen af IBF, da han havde forpligtet sit til at give Klitjko en retur-match og således ikke kunne forsvare titlen mod IBF's førsteudfordrer. Returmatchen mod Klitjko blev dog ikke til noget, og grundet personlige mentale problemer opgav Fury sine titler. Han besejrede i februar 2020 Deontay Wilder, hvorved Fury vandt WBC-versionen af sværvægtsmesterskabet. 
Tyson Furys rekordliste er pr. 18. januar 2022 31-0-1.

## Amatørkarriere
Tyson Fury boksede som amatør for både Storbritannien og Irland. Han deltog ved ungdoms-VM under AIBA i 2006 i Agadir, hvor han nåede finalen, som han dog tabte. I næste kamp besejrede han Michael Hunter fra USA. I 2007 vandt han ungdoms-EU mesterskabet i sværvægt og senere på året nåede han finalen ved ungdoms-EM i klassen. I maj 2008 blev han britisk mester (ABA-mester) i sværvægt og blev kort herefter professionel. Han opnåede som amatør en rekordliste på 20-5.

## Professionel karriere
Fury debuterede som professionel den 6. december 2008 i Nottingham, hvor han besejrede ungarske Bela Gyongyosi på teknisk knockout i den første omgang. I september 2009 vandt han det engelske mesterskab i sværvægt, en titel han dog opgav, men senere vandt igen i juni 2010 med en knockoutsejr over John McDermott. I juli 2011 vandt han det britiske og det britiske imperiemesterskab med en pointsejr over Dereck Chisora. Han vandt den irske sværvægtstitel i 2012 og samme år WBOs Inter-Continental-mesterskab. Den 20. april 2013 besejrede han i sin USA-debut, i Madison Square Garden, den højt rangerede tidligere verdensmester i cruiservægt Steve Cunningham. Matchen var en såkaldt Titel-eliminator om IBF som fastslog vinderen til nummer 2 på organisationens udfordrerliste efter den ubesejrede bulgarer Kubrat Pulev. Fury måtte forsvare sig vildt i de første to omgange og blev slået ned i 2. omgang. Han kom dog godt igen og overtog kampen hvor han til sidst knockoutede Cunningham i 7. omgang. I en returkamp mod Chisora i 2014 vandt han EBU's EM-titel og genvandt det britiske mesterskab, som han i mellemtiden havde opgivet.
Herefter mødte Fury den 28. november 2015 den generelt anerkendte verdensmester i sværvægt, ukraineren Vladimir Klitjko, i en kamp om WBA's, IBF's, WBO's og IBO's titler i klassen. Fury vandt med cifrene, 116-111, 115-112, 115-112 og derved VM-titlerne.
Tyson Fury fik imidlertid efter kampen en række personlige og mentale udfordringer, der indebar, at han midlertidigt trak sig tilbage fra boksning. Han opgav og fik frataget sine VM-titler. Han gjorde comeback i 2018, og fik den 1. december 2018 en VM-kamp mod mesteren anerkendt af WBC, Deontay Wilder. Fury var i gulvet i 9. og 12. omgang og kampen endte uafgjort efter en dommer havde givet sejren til Fury, en dommer til Wilder og den tredje dommer scorede kampen uafgjort. Efter reglerne beholdt Wilder titlen. I en returkamp den 22. februar 2020 slog Tyson Fury Wilder ud i 7. omgang og i en tredje match mod Wilder den 9. oktober 2021 vandt Fury på knockout i 11. omgang.

## Opvækst
Fury nedstammer fra irske travellers, og hans far John "Gypsy" Fury, gav sønnen fornavn efter bokseren Mike Tyson, som var på toppen af sin karriere i 1980'erne. Familien har en lang forhistorie med såkaldt «bare-knuckle boxing», en uofficiel bokseform uden idrættens normale sikkerhedsudstyr.

## Udenfor ringen
Tyson Fury og hans kone Paris giftede sig i 2009. Fury er troende katolik.